# Otiorhynchus mastix
Otiorhynchus mastix — вид долгоносиков-скосарей из подсемейства Entiminae.

## Распространение
Распространён в Карпатах.

## Описание
Жук длиной 6,5-8,5 мм Имеет чёрный окрас, лапки ржаво-красного цвета, голени черноватые. Верхняя часть тела покрыта очень тонкими волосками, почти пыльцевидных, равномерно распределённых. Надкрылья имеют 12-13 бороздок. Переднеспинка в очень тонкой зернистой скульптуре, зёрнышки с центральной точкой. Бёдра без зубцов, передние голени немного изогнуты внутрь.

## Экология
Населяет леса.

## Подвиды
- Otiorhynchus mastix mastix (Olivier, 1807)
- Otiorhynchus mastix tarentinus A. Solari & F. Solari, 1915